# Manuel Álvarez Ortega
Manuel Álvarez Ortega (* 4. März 1923 in Córdoba; † 14. Juni 2014 in Madrid) war ein spanischer Schriftsteller, Übersetzer und Dichter. Er war Gründer und Herausgeber der zwischen 1949 und 1954 erschienenen Zeitschrift Aglae. Ein Großteil seines Werkes entstand in Madrid, wo er ab 1951 lebte.

## Leben
Álvarez Ortega wurde am 4. März 1923 als fünfter Sohn von Mariano Álvarez Berard und Paula Ortega Soria in Córdoba (Spanien) in der Calle Santa Victoria 4 geboren und am 6. April 1923 in der Iglesia del Salvador y Santo Domingo de Silos getauft. Der Maler und Dichter Rafael Álvarez Ortega ist sein Bruder.
Ab 1935 besuchte er das Instituto Provincial, die weiterführende Schule der Stadt. Dort lernte er neben weiteren Freunden und Weggefährten Luis Jiménez Martos kennen. Nach der Hochschulreife schrieb er sich 1942 an der Tiermedizinischen Fakultät von Córdoba ein, die damals zur Universität von Sevilla gehörte. Ab 1951 war er als verbeamteter Tierarzt für die Academia de Sanidad Militar in Madrid tätig, bis er 1972 kündigte, um sich ganz der Literatur zu widmen.
Álvarez Ortega starb am 14. Juni 2014 im Alter von 91 Jahren.

## Schriftstellerische Laufbahn
Im April 1948 brachte Álvarez Ortega mit La huella de las cosas, einer Sammlung zwischen 1941 und 1948 entstandener Gedichte, sein erstes Buch im Selbstverlag heraus. Im April 1949 erschien der erste Band seiner Zeitschrift Aglae, die als eine Art Anthologie konzipiert war. In diesem Medium wurden 1950 und 1954 sein zweites und sein drittes Buch publiziert: Clamor de todo espacio und Hombre de otro tiempo. Im Dezember 1954 war er mit Exilio (1955) bei der Verleihung des Premio Adonais als Finalist nominiert. Im Jahre 1955 gründete er zusammen mit u. a. José García Nieto, López Anglada, Leopoldo de Luis und Ramón de Garciasol die Buchreihe Palabra y Tiempo im Verlag Taurus.
Mit der Übersetzung des Langgedichts Chronique (dt. Chronik, span. Crónica) von Saint-John Perse, der zu dieser Zeit gerade mit dem Nobelpreis für Literatur ausgezeichnet worden war, für eine zu dessen Ehren erschienene Sonderausgabe der Zeitschrift Poesía Española trat Álvarez Ortega 1960 erstmals als Übersetzer hervor. Bis an sein Lebensende sollte er eine Vielzahl von Autoren ins Spanische übertragen, u. a. René Char, Bataille, Bonnefoy, Jaccottet, Desnos, Tzara, Artaud, Michaux, Aragon, Ponge, Leiris, Queneau, Senghor, Lanza del Vasto, Péret, Éluard, Laforgue, Breton, Péret, La Tour du Pin, Jarry, Lautréamont, Oscar Milosz und Apollinaire.
Im April 1962 erschienen Dios de un día und Tiempo en el Sur zusammen in einem Band der Reihe Palabra y Tiempo im Verlag Taurus. Im Dezember 1963 wurde Álvarez Ortega mit Invención de la muerte (1964) abermals für die Verleihung des Premio Adonais nominiert. Im September 1964 arbeitete er als Übersetzer an der Gedichtsammlung Poesía belga contemporánea mit, die 1965 im Verlag Aguilar erschien. Anschließend folgten weitere erfolgreiche Anthologieprojekte: Poesía francesa contemporánea (1967), für die ihm der Premio Nacional de Traducción verliehen wurde, Poesía simbolista francesa (1975) und Veinte poetas franceses del siglo veinte (2001). Im Mai 1967 arbeitete er mit der spanischen Fernsehsendung El oro del tiempo zusammen, die damals von dem Dichter José García Nieto geleitet wurde. Zuvor hatte er bereits an der von dem Dichter Juan Van-Halen geleiteten Sendung El alma se serena mitgewirkt. 1967 erschienen zudem Despedida en el tiempo und Oscura marea, und im Dezember desselben Jahres wurde der Einakter Fábula de la Dama y los alpinistas aufgeführt. 1969 wurden Oficio de los días und Reino memorable zusammen in einem Band herausgebracht, und 1972 erschienen Carpe diem und Antología (1941-1971), eine Sammlung ausgewählter Gedichte aus dem bisherigen Werk des Dichters, versehen mit einem Vorwort von Marcos Ricardo Barnatán. 1973 wurde Tenebrae als Sonderdruck der Zeitschrift Cuadernos Hispanoamericanos publiziert und im Januar 1975 dann Génesis im Verlag Visor.
Nach einer Reihe weiterer Werke –Fiel infiel; Escrito en el Sur, Templo de la mortalidad, Lilia culpa, Sea la sombra– erschienen mit Gesta (1988) und Código (1990) erstmals zwei Bände im von Juan Pastor geführten Verlag Devenir. Im Jahr 1992 wurde Génesis im Verlag Ediciones Portuguesas in einer Ausgabe mit Buch und Hörbuch –auf Kassette gesprochen vom Dichter selbst– neu herausgebracht.
1993 erschien Liturgia und 1997 Intratexto, beide wiederum bei Devenir. Im April 1998 veröffentlichte derselbe Verlag als Hommage an Álvarez Ortega den Band Dedicatoria, in dem zahlreiche Gedichte von befreundeten Autoren und eine umfangreiche Studie über sein Œuvre enthalten sind. 2001 wurde er von der Universität St. Gallen erstmals für den Nobelpreis vorgeschlagen. 2002 erschien Desde otra edad, und 2003 wurde er vom Círculo de Bellas Artes in Madrid abermals für den Nobelpreis vorgeschlagen. 2005 gab Marcos-Ricardo Barnatán im Verlag Huerga y Fierro Anthologie Despedida en el tiempo. Antología poética (1941-2001) heraus. Im selben Jahr erschien Adviento im Verlag Antelia und im Jahr darauf Mantia Fidelis bei Huerga y Fierro. Cenizas son los días (Devenir, 2010) und Ultima necat (Abada, 2012) sind seine letzten beiden Gedichtbände.

## Manuel Álvarez Ortega Stiftung
Im November 2015 wurde nach dem Wunsch des Dichters die Fundación Manuel Álvarez Ortega gegründet. Der Vorstand der Stiftung setzt sich zusammen aus bekannten Persönlichkeiten wie Juan Pastor, Jaime Siles, Antonio Colinas, Marcos Ricardo Barnatán, César Antonio Molina, Fanny Rubio und Margarita Prieto; letztere fungiert auch als Sekretärin der Stiftung. Den Vorsitz hat Juan Pastor inne, der von Álvarez Ortega, zusammen mit Jaime Siles und Margarita Prieto, als Testamentsvollstrecker eingesetzt worden war. Ziel der Einrichtung ist die Bewahrung, Erforschung und Verbreitung seines Nachlasses. Die etwa 10.000 Stücke umfassende Sammlung – darunter Bücher, unveröffentlichte Werke, Briefwechsel, Tagebücher und persönliche Gegenstände des Dichters – ist seit Juni 2021 in der Universität von Córdoba untergebracht.

## Gedichte
- La huella de las cosas (Imprenta Ibérica, Córdoba, 1948)
- Clamor de todo espacio (Aglae, Córdoba, 1950)
- Hombre de otro tiempo (Aglae, Córdoba, 1954)
- Exilio (Adonais, Madrid, 1955)
- Dios de un día / Tiempo en el Sur (Taurus, Madrid, 1962)
- Invención de la muerte (Adonais, Madrid, 1964)
- Despedida en el tiempo (Pájaro Cascabel, México-Madrid, 1967)
- Oscura marea (Librería El Guadalhorce, Málaga, 1968)
- Oficio de los días / Reino memorable (Arbolé, Madrid, 1969)
- Carpen diem (Provincia, León, 1972)
- Antología 1941-1971 (Plaza y Janés, Barcelona, 1972)
- Tenebrae (Cuadernos hispanoamericanos - Instituto de Cultura Hispánica, Madrid 1973)
- Génesis (Visor, Madrid, 1975)
- Fiel infiel (Provincia, León, 1977)
- Escrito en el Sur (Premios Literarios Ciudad de Irún, San Sebastián, 1979)
- Templo de la mortalidad (Fundación Rielo, Madrid, 1982)
- Sea la sombra (Cuadernos Hispanoamericanos - Cooperación Iberoamericana, Madrid, 1984)
- Lilia Culpa (Antorcha de Paja, Córdoba, 1984)
- Gesta (Devenir, Barcelona, 1988)
- Código (Devenir, Madrid, 1990)
- Liturgia (Devenir, Madrid, 1993)
- Obra Poética (1941.1991) (Nicht-verjährbare Ausgabe, Madrid, 1993)
- Claustro del día (Antelia, Madrid, 1996)
- Corpora Terrae (Antelia, Madrid, 1998)
- Desde otra edad (Devenir, Madrid, 2002)
- Égloga de un tiempo perdido (Antelia, Madrid, 2003)
- Despedida en el tiempo (1941-2001) Antología poética. (Huerga y Fierro, Madrid, 2004)[10]
- Visitación (Antelia, Madrid, 2005)
- Obra poética (1941-2005) (Visor, Madrid, 2006)
- Antología Poética (2041-2005) (Devenir, Madrid, 2007)
- Adviento (Antelia, Madrid, 2007)
- Mantia Fidelis (Huerga y Fierro, Madrid, 2008)
- Cenizas son los días (Devenir, Madrid, 2010)
- Ultima necat (Abada, Madrid, 2012)

## Essay
- Intratexto (Devenir, Madrid, 1997)
- Diálogo (Devenir, Madrid, 2013)

## Schauspiel
- Fábula de la dama y los alpinistas (Antelia. Nicht-verjährbare Ausgabe, Madrid, 2008)
- La travesía (Un sueño, o no) (Antelia. Nicht-verjährbare Ausgabe, Madrid, 2009)

## Aufzeichnung
- Génesis. Vollständiger Text in der Stimme des Autors. Buch und Kassette (Ediciones portuguesas, Valladolid, 1992)

## Anthologien
- Poesía belga contemporánea. Mit anderen Übersetzern (Aguilar, Madrid, 1964)
- Poesía francesa contemporánea (Taurus, Madrid 1967; 2a ed. Akal, Madrid, 1983)
- Poesía simbolista francesa (Editora Nacional, Madrid, 1975; 2a ed. Akal, Madrid, 1984)
- Veinte poetas franceses del siglo veinte (Devenir, Madrid, 2001)

## Übersetzungen
- Crónica (von Saint-John Perse, Poesía Española, 95, Madrid, 1960)
- Salmos (von Patrice de La Tour du Pin, Plaza y Janés, Barcelona, 1972)
- Antología poética (von Apollinaire, Visor, Madrid, 1973)
- Estelas (von Victor Segalen, Visor, Madrid, 1974)
- El amor, la poesía (von Paul Éluard, Visor, Madrid, 1975)
- Poemas (von Jules Laforgue, Plaza y Janés, Barcelona, 1975)
- Pájaros y otros poemas (von Saint-John Perse, Visor, Madrid, 1976)
- Poemas. 2 Vols. (von André Breton, Visor, Madrid, 1978)
- El gran juego (von Benjamin Péret, Visor, Madrid, 1978)
- Antología (von Alfred Jarry, Visor, Madrid, 1982)
- Obra Completa (von Lautréamont, Akal, Madrid, 1988)
- Sinfonías/Salmos (von O.V. de L. Milosz, Antelia, Madrid, 2004)
- Cántico del conocimiento (von O.V de L. Milosz, Antelia, Madrid, 2005)
- Antología poética (von O.V. de L. Milosz, Devenir, Madrid, 2008)

## Übersetzungen seiner Werke
- Poemas / Poems. Englische Version von Louis Bourne (Antelia, Madrid, 2002)
- Genèse / Domaine de l'ombre. Französische Version von Jacques Ancet (Le Taillis Pré, Châtelineau, 2012)

## Bücher über seine Werke
- VV.AA. A Manuel Álvarez Ortega. Dedicatoria (Devenir, Madrid, 1998)
- Asunción Córdoba: Fábula muerta. En torno al universo simbólico en la poesía de Manuel Álvarez Ortega (Devenir, Madrid, 2008). [Arbeit als Doktorarbeit an der Universidad de Alicante vorgestellt (1991) mit dem Titel: Fábula muerta: el universo simbólico de Álvarez Ortega]
- Francisco Ruiz Soriano: La poesía de Manuel Álvarez Ortega (Devenir, Madrid, 2013). [Veröffentlicht zuvor auf Antelia -Nicht-verjährbare Ausgabe-, Madrid, 2009]
- Francisco Ruiz Soriano: Aglae (1949-1953) de Manuel Álvarez Ortega, una revista de postguerra (Huerga y Fierro, Madrid, 2016)
- Blas Sánchez Dueñas (Hg.): Manuel Álvarez Ortega y su tiempo (Devenir, Madrid, 2018)
- Rafael Alarcón Sierra (Hg.): La poética de la modernidad y la obra de Manuel Álvarez Ortega (Devenir, Madrid, 2019)
- Juan de Dios Torralbo Caballero (Hg.): Manuel Álvarez Ortega. Traducción poética, lucidez, crítica social y denuncia (Devenir, Madrid, 2020)

## Zeitschriftenmonographien
- AA.VV. Manuel Álvarez Ortega (Koord. Marcos Ricardo Barnatán), Fablas. Revista de Poesía y Crítica, Nr. 34-35, 1972.
- Antorcha de Paja, Pliego de Poesía, Nr. 3, Córdoba, Februar 1974.
- Culturas, Ergänzung der Zeitschrift Córdoba, Córdoba, 20. Mai 1986.
- AA.VV: Manuel Álvarez Ortega (Koord. Francisco Ruiz Soriano), Barcarola. Revista de Creación Literaria, Nr. 58–59, 1999.
- AA.VV. Manuel Álvarez Ortega (Koord. Juan Pastor), La Manzana Poética, Nr. 32, 2013.

## Preise und Anerkennungen
- 1954 Nominierung für den Premio Adonais für Exilio.
- 1963 Nominierung für den Premio Adonais für Invención de la muerte.
- 1967 Premio Nacional de Traducción für die Anthologie Poesía francesa contemporánea
- 1976 Premio de la IV Bienal de Poesía de León[11] für Fiel infiel.
- 1978 Premio Ciudad de Irún[12] für Escrito en el Sur.
- 1981 I Premio de Poesía Mística der Fundación Fernando Rielo[13] für Templo de mortalidad.
- 1999 Premio de las Letras de Córdoba, verliehen von der Diputación de Córdoba.
- 2001 Vorschlag zur Nominierung für den Nobelpreis für Literatur durch die Universidad St. Gallen (von der Schwedischen Akademie der Wissenschaften angenommen).
- 2003 Vorschlag zur Nominierung für den Nobelpreis für Literatur durch den Círculo de Bellas Artes (von der Schwedischen Akademie der Wissenschaften angenommen).
- 2007 Medalla de Oro de Andalucía, verliehen von der Junta de Andalucía.

## Bibliographie
- Blanca Andreu: Carta a Manuel Álvarez Ortega, Barcarola. Revista de Creación Literaria, Nr. 58–59, Albacete, November 1999.
- Rafael Argullol: La estética poética de Manuel Álvarez Ortega, Barcarola. Revista de Creación Literaria, Nr. 58–59, Albacete, November 1999.
- Teresa Barjau: Aspectos del simbolismo en la poesía de Manuel Álvarez Ortega, Barcarola. Revista de Creación Literaria, Nr. 58–59, Albacete, November 1999.
- Marcos Ricardo Barnatán: Medio siglo de poesía francesa: Poesía Francesa contemporánea de Manuel Álvarez Ortega, Cuadernos Hispanoamericanos, Nr. 219, Madrid, März 1968.
- Marcos Ricardo Barnatán: Álvarez Ortega: personalidad de un poeta, Cuadernos Hispanoamericanos, Nr. 248-49, Madrid, August–September 1970.
- Marcos Ricardo Barnatán: Homenaje a un poeta excepcional, Barcarola. Revista de Creación Literaria, Nr. 58–59, Albacete, November 1999.
- Jordi Bernal: Invención del envés de la muerte. Barcarola. Revista de Creación Literaria, Nr. 58–59, Albacete, November 1999.
- Antonio L Bouza: Poesía simbolista francesa de Álvarez Ortega, Jano, Nr. 195, Barcelona, Oktober 1975.
- Guillermo Carnero: Manuel Álvarez Ortega: Alegoría del mar frente al Dios/niño, Fablas. Revista de Poesía y crítica, Nr. 34-35, Las Palmas de Gran Canaria, September–Oktober, 1972.
- Manuel Carrión: Invención de la muerte, Álvarez Ortega, Rocamador, Nr. 38, Palencia, 1963.
- Miguel Casado: Los libros del año. Código, Manuel Álvarez Ortega, EL Urogallo, Nr. 52-53, Madrid, September–Oktober 1990.
- Ernestina de Champourcin: Fiel infiel de Manuel Álvarez Ortega, Poesía Hispánica, Nr. 294, Madrid, Juni 1977.
- Antonio Colinas: Álvarez Ortega: un reconocimiento, Fablas. Revista de poesía y crítica, Nr. 34-35, Las Palmas de Gran Canaria, September–Oktober 1972.
- Antonio Colinas: Perse: La palabra metálica y antigua en traducción de Álvarez Ortega, Informaciones de las Artes y Las Letras, Madrid, 6. Januar 1977.
- Antonio Colinas: Manuel Álvarez Ortega, Barcarola. Revista de Creación Literaria, Nr. 58–59, Albacete, November 1999.
- Córdoba Torregrosa, Asunción: Elementos simbólicos en la poesía de Manuel Álvarez Ortega, Barcarola. Revista de Creación Literaria, Nr. 58–59, Albacete, November 1999.
- Victoriano Crémer: La huella de las cosas por Manuel Álvarez Ortega, Espadaña Nr. 36, León, 1948.
- Joaquín de Entrambasaguas: El poeta Álvarez Ortega, Revista de Literatura, Madrid, 1954.
- Miguel Fernández: Té con Yerbabuena, Fablas, Nr. 34-35, Las Palmas de Gran Canaria, September–Oktober de 1972.
- Antonio Gamoneda: Manuel Álvarez Ortega, Barcarola. Revista de Creación Literaria, Nr. 58–59, Albacete, November 1999.
- Ángel García López: Manuel Álvarez Ortega: Carpe diem, La Estafeta Literaria, Nr. 497, Madrid, August 1972.
- Macerlino García Velazco: Álvarez Ortega, Dios de un día, Rocamador, Nr. 26, Palencia, 1962.
- Idelfonso-Manuel Gil: Elegía de otro tiempo, Cuadernos Hispanoamericanos, Nr. 67, Madrid, Juli 1955.
- Pere Gimferrer: Manuel Álvarez Ortega, Barcarola, Revista de Creación Literaria, Nr. 58–59, Albacete, November 1999.
- Pío Gómez Niza: Manuel Álvarez Ortega La huella de las cosas, Manantial, Nr. 4, Melilla 1949.
- Antonio Gómez Yebra: Un Dios sin rostro y sin nombre, Barcarola. Revista de Creación Literaria, Nr. 58–59, Albacete, November 1999.
- González Lozano, Laura: Manuel Álvarez Ortega y Saint-John Perse: la heterodoxia poética, Barcarola. Revista de Creación Literaria, Nr. 58–59, Albacete, November 1999.
- José Gutiérrez: Álvarez Ortega: Reflexión desde la ausencia, Ínsula, Nr. 470, Madrid, Januar 1986.
- Ángel Antonio Herrera: El infierno o el delirio Álvarez Ortega: Lilia culpa, Barcarola. Revista de Creación Literaria, Nr. 16-17, Albacete, 1984.
- Antonio Iglesias Laguna: Manuel Ávarez Ortega, Invención de la muerte, La Estafeta Literaria, Nr. 293, Madrid, Juni 1964.
- Luis Jiménez Martos: Manuel Álvarez Ortega: Dios de un día, La Estafeta Literaria, Madrid, April 1963.
- Luis Jiménez Martos: Álvarez Ortega: Despedida en el tiempo, La Estafeta Literaria, Nr. 381-382, Madrid, Oktober–November 1967.
- Luis Jiménez Martos: Álvarez Ortega: Oscura marea, La Estafeta Literaria, Nr. 412, Madrid, Januar 1969.
- José Ramón López: Sílaba ciega, sedimento de vida. La poesía de Manuel Álvarez Ortega, Barcarola. Revista de Creación Literaria, Nr. 58–59, Albacete, November 1999.
- Jacinto López Gorgé: Manuel Álvarez Ortega: Hombre de otro tiempo, Ketama, Nr. 5, Tetuán, 1954.
- Jacinto López Gorgé: Manuel Álvarez Ortega: Exilio, Ketama, Nr. 6, Tetuán, 1955.
- Alfonso López Gradolí: Ahora apagando un pitillo en el mármol de los veladores del literario Café Gijón, Fablas, Nr. 34-35, Las Palmas de Gran Canaria, September–Oktober 1972.
- Antonio López Luna: Manuel Álvarez Ortega. Oficio de los días, Cuadernos Hispanoamericanos, Nr. 248-249, Madrid, August–September 1970.
- Antonio López Luna: Carta a Manolo Álvarez Ortega, Fablas, Nr. 34-35, Las Palmas de Gran Canaria, September–Oktober 1972.
- José López Martínez: Poemas de Jules Laforgue. Versión de Álvarez Ortega, Poesía Hispánica, Nr. 285, Madrid, September 1976.
- Leopoldo de Luis: Hombre de otro tiempo por Álvarez Ortega, Poesía Española, Nr. 36, Madrid, 1954.
- Leopoldo de Luis: Exilio de Manuel Álvarez Ortega, Poesía Española, Nr. 53, Madrid, Mai 1956.
- José Luna Borge: Un poema de Manuel Álvarez Ortega, Barcarola. Revista de Creación Literaria, Nr. 58–59, Albacete, November 1999.
- José Manrique de Lara: Dios de un día de Álvarez Ortega, Poesía Española, Nr. 119, Madrid, 1962.
- Ramón Mayrata: Carpen diem como ejemplo, Fablas. Revista de poesía y crítica, Nr. 34-35, Las Palmas de Gran Canaria, September–Oktober 1972.
- Raquel Medina Bañón: Exilio interior y exilio poético: Manuel Álvarez Ortega y la escritura del silencio, España Contemporánea. Revista de Literatura y Cultura, T.XIII, Nr. 2, Ohio State University, Herbst 2000.
- Trina Mercader: La huella de las cosas, Al-Motamid, Nr. 16, Larache, 1949.
- Emilio Miró: Álvarez Ortega: Despedida en el tiempo, Ínsula, Nr. 270, Madrid, Mai 1969.
- Emilio Miró: Crónica de Poesía. La continuidad de cuatro poetas, Ínsula, Nr. 278, Madrid, Januar 1970.
- Emilio Miró: Poetas andaluces. Álvarez Ortega, Ínsula, Nr. 383, Madrid, Oktober 1978.
- Emilio Miró: Gesta, Álvarez Ortega: Belleza y Temporalidad, Ínsula, Nr. 511, Madrid, Juli 1989.
- Emilio Miró: Intratexto: el misterio y la verdad de la poesía, Barcarola. Revista de Creación Literaria, Nr. 58–59, Albacete, November 1999.
- Eduardo Moga: La poesía es verdad porque es imposible, Lateral, Nr. 30, Barcelona, Juni 1997.
- Eduardo Moga: La inteligencia del tiempo, Turia, Nr. 41, Instituto de Estudios Turolenses, Juni 1997.
- Eduardo Moga: Manuel Álvarez Ortega: la intel·ligència de l’emoció, Le Pou de Lletres, Nr. 10, Barcelona, Sommer 1998.
- Eduardo Moga: La otra claridad: ensayo de análisis estilístico de Despedida en el tiempo de Manuel Álvarez Ortega, Barcarola. Revista de Creación Literaria, Nr. 58–59, Albacete, November 1999.
- César Antonio Molina: Saint-John Perse: Pájaros y otros poemas, versión de Álvarez Ortega, Ínsula, Nr. 366, Madrid, Mai 1977.
- Santiago Montobbio: La ceniza dicta su verdad. Gesta de Manuel Álvarez Ortega, El Ciervo, Nr. 449-450, Barcelona, Juli–August 1988.
- Françoise Morcillo: Quand un poète traduit un altre poète. Manuel Álvarez Ortega et Miguel Veyrat, Anales de Filología Francesa, Dezember 2004.
- Carlos Murciano: Despedida en el tiempo de Manuel Álvarez Ortega, Poesía Española, Nr. 181, Madrid, Januar 1968.
- Carlos Murciano: Carpe Diem de Manuel Álvarez Ortega, Poesía Hispánica, Nr. 242, Madrid, Juni 1973.
- César Nicolás: Carpe diem o el rito de la salamandra, Fablas. Revista de poesía y crítica, Nr. 34-35, Las Palmas de Gran Canaria, September–Oktober 1972.
- Vicente Núñez: Manuel Álvarez Ortega: Hombre de otro tiempo, Caracola, Nr. 28, Málaga, Februar 1955.
- Miguel Ángel Pastor: Dejación y olvido voluntario, Barcarola. Revista de Creación Literaria, Nr. 58–59, Albacete, November 1999.
- Rosa Pereda: Boceto para un retrato. Manuel Álvarez Ortega: Cincuenta años de poesía y más, Barcarola. Revista de Creación Literaria, Nr. 58–59, Albacete, November 1999.
- Prieto de Paula, Ángel Luis: Álvarez Ortega y los poetas del 68, Barcarola. Revista de Creación Literaria, Nr. 58–59, Albacete, Juni 1999.
- Pedro Quiñonero: Segalen y Álvarez Ortega, Informaciones de las Artes y Las Letras, Madrid, 14. November 1974.
- Fernando Quiñones: Manuel Álvarez Ortega: Invención de la muerte, Cuadernos Hispanoamericanos, Nr. 174, Juni 1964.
- Manuel Quiroga Clérigo: Teorías de Álvarez Ortega, Cuadernos del Sur, Diario Córdoba, 17. April 1997.
- Jorge Rodríguez Padrón: De lo muerto: una infernal aparición, Barcarola. Revista de Creación Literaria, Nr. 58–59, Albacete, November 1999.
- Mariano Roldán: La mantenida voz. Telerradio, Madrid 26. April 1964.
- Fanny Rubio: Álvarez Ortega en poética epilogal del fuego: Liturgia (1993), Barcarola. Revista de Creación Literaria, Nr. 58–59, Albacete, November 1999.
- Francisco Ruiz Soriano: La poesía órfica de Manuel Álvarez Ortega, Barcarola. Revista de Creación Literaria, Nr. 58–59, Albacete, November 1999.
- Francisco Ruiz Soriano: La poesía de Manuel Álvarez Ortega, Donaire, Nr. 12,  Consejería de Educación de la Embajada de España en Londres, April 1999.
- Francisco Ruiz Soriano: Conversación con Manuel Álvarez Ortega: la fidelidad a la poesía, Donaire, Nr. 14,  Consejería de Educación de la Embajada de España en Londres, Juni 2000.
- Francisco Ruiz Soriano: Poemas de Álvarez Ortega, Quimera. Revista de Literatura, Nr. 224-225, Barcelona, Januar 2003.
- Francisco Ruiz Soriano: Manuel Álvarez Ortega: la poesía de lo humano eterno, Quimera. Revista de Literatura, Nr. 249, Barcelona, Oktober 2004.
- Francisco Ruiz Soriano: Despedida en el tiempo (1941-2001). Antología poética, Cuadernos Hispanoamericanos, Nr. 656, Madrid, Februar 2005.
- Francisco Ruiz Soriano: Poems by Manuel Álvarez Ortega between Modernism and the Metaphysical Tradition, Bulletin of Hispanic Studies, vol., 83, Nr. 6, 2006.
- Francisco Ruiz Soriano: La mansión irredenta de la poesía. Ceniza son los días de Manuel Álvarez Ortega, Quimera. Revista de Literatura, Nr. 341, Barcelona, April 2012.
- Francisco Ruiz Soriano: Reivindicaciones de Manuel Álvarez Ortega, La Manzana Poética. Revista de literatura, creación, estudios literarios y crítica, Nr. 32, Córdoba, November 2012.
- Francisco Ruiz Soriano: Álvarez Ortega: la ontología de la negatividad, Cuadernos Hispanoamericanos,  Nr. 772, Oktober 2014.
- Jaime Siles: Manuel Álvarez Ortega: Oficio de los días, La Estafeta Literaria, Nr. 432, Madrid, November 1969.
- Jaime Siles: Álvarez Ortega o el sentimiento del lenguaje, Fablas. Revista de poesía y crítica, Nr. 34-35, Las Palmas de Gran Canaria, September–Oktober 1972.
- Jaime Siles: Sobre el Primer poema de Dios de un día y otras observaciones sobre la poesía de Manuel Álvarez Ortega, Barcarola. Revista de Creación Literaria, Nr. 58–59, Albacete, November 1999.
- Cipriano Torres: Álvarez Ortega, Rilke español, Cuadernos del Mediodía, Nr. 104, Granada, April 1985.
- Raúl Torres: Álvarez Ortega: Despedida en el tiempo, Tiempo Nuevo, Nr. 42, Madrid, September 1967.
- Francisco Umbral: Invención de la muerte de Manuel Álvarez Ortega, Poesía Española, Nr. 136, Madrid, Juni 1964.
- Francisco Umbral: Poesía francesa contemporánea de Manuel Álvarez Ortega, Poesía Española, Nr. 181, Madrid, Januar 1968.
- Francisco Umbral: Oscura marea de Manuel Álvarez Ortega, Poesía Española, Nr. 190, Madrid, Oktober 1968.
- Francisco Umbral: Manuel Álvarez Ortega, Barcarola. Revista de Creación Literaria, Nr. 58–59, Albacete, November 1999.
- Valenzuela Jiménez, Rafaela: La revista Aglae y Manuel Álvarez Ortega, Barcarola. Revista de Creación Literaria, Nr. 58–59, Albacete, November 1999.
- César Vázquez Rosino: Paul Éluard: un homenaje de Manuel Álvarez Ortega, Barcarola. Revista de Creación Literaria, Nr. 58–59, Albacete, November 1999.
- Alain Verjat: Traducir, transcribir, tramitar, traslucir, del traductor como humanista: Manuel Álvarez Ortega, Barcarola. Revista de Creación Literaria, Nr. 58–59, Albacete, November 1999.